# Szlak Warowni Jurajskich

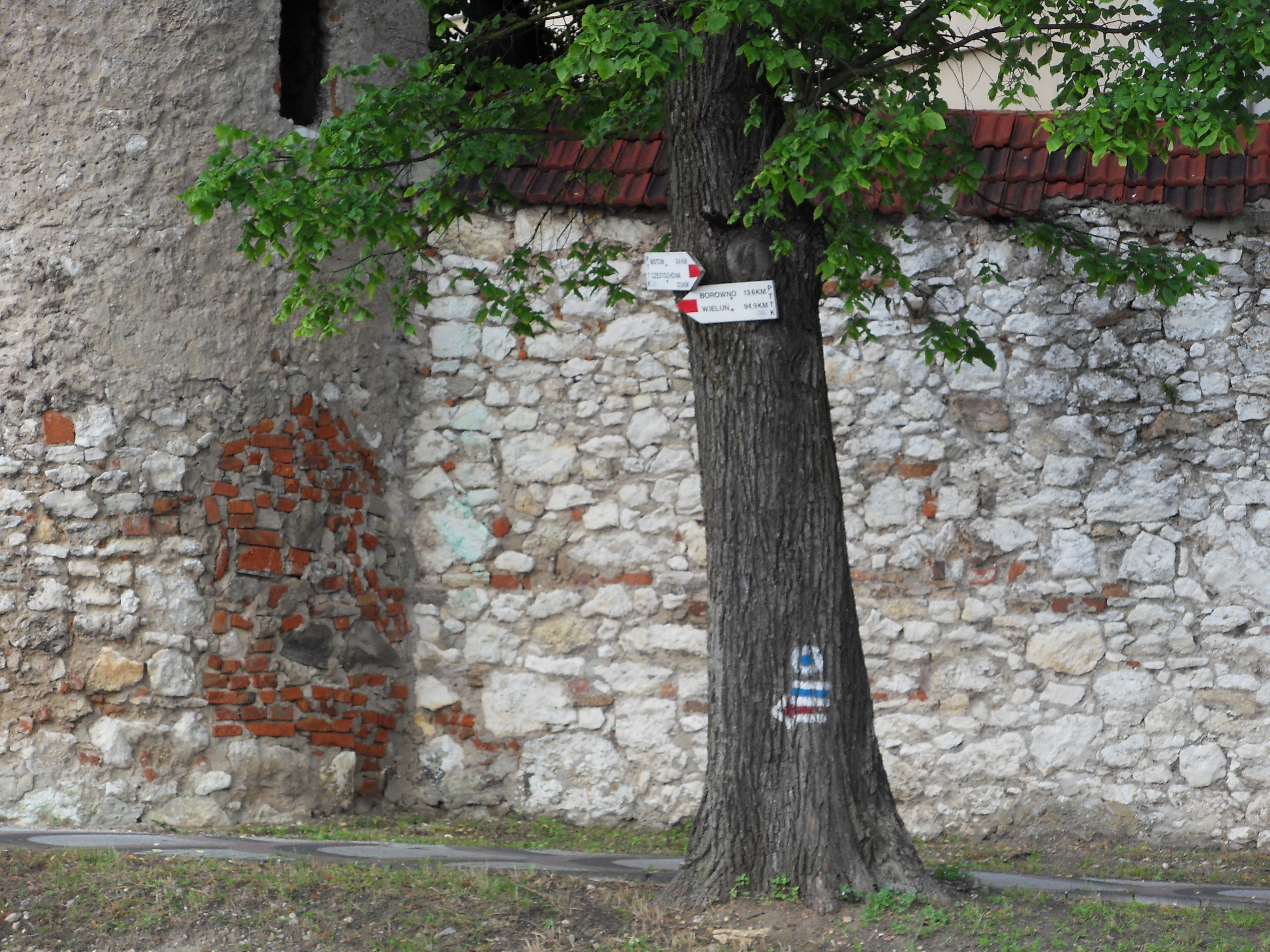
Początek szlaku przy murach klasztoru w Mstowie, węzeł ze Szlakiem Jury Wieluńskiej

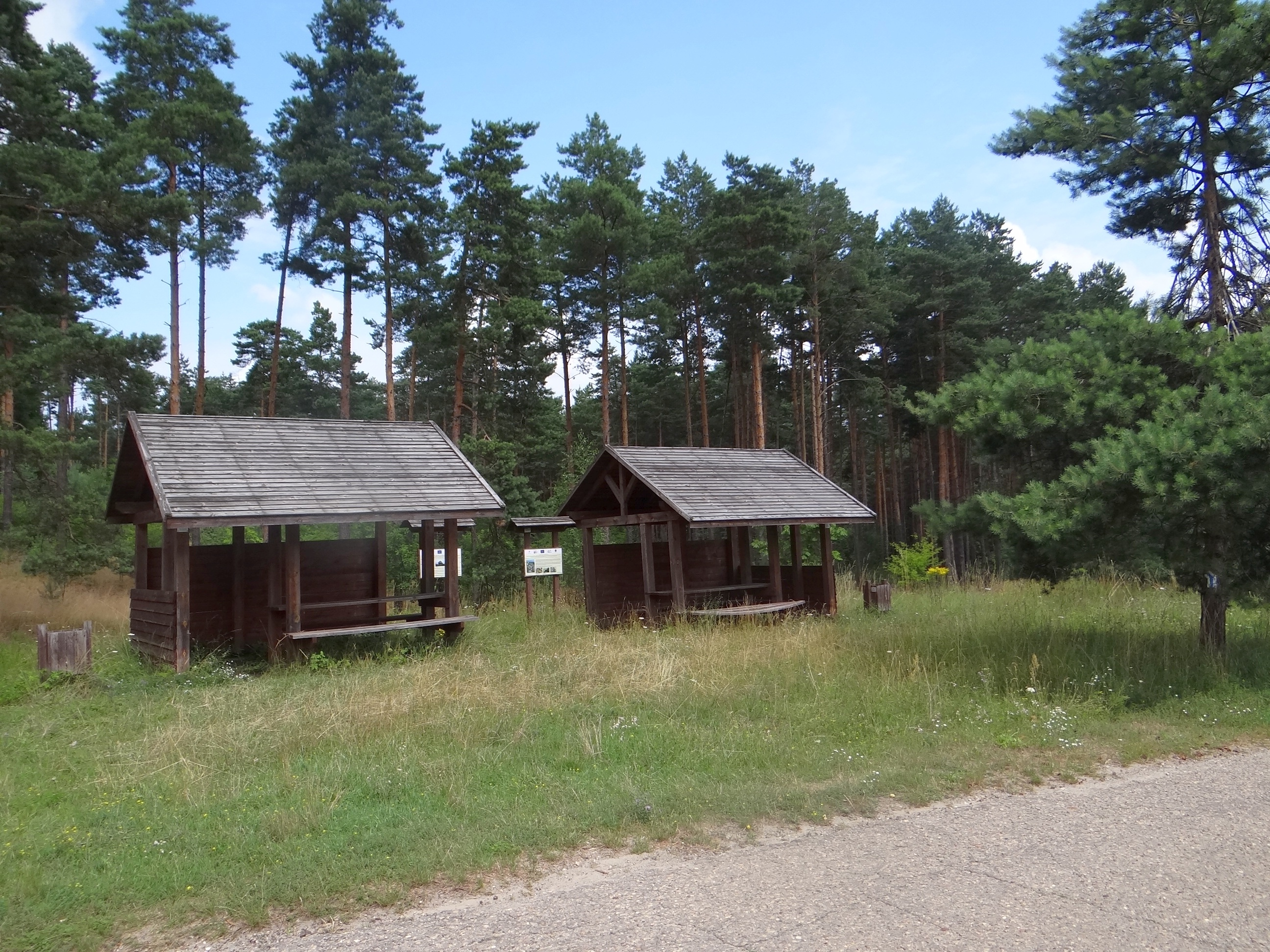
Turystyczna wiata przy szlaku w Zastudniu

Szlak Warowni Jurajskich – szlak turystyczny na Wyżynie Krakowsko-Częstochowskiej, na którego trasie leżą te XIV-wieczne strażnice obronne, których zasięgiem nie objął Szlak Orlich Gniazd. Oba szlaki kilkakrotnie się krzyżują. Szlak prowadzi przez ruiny strażnic (Suliszowice, Przewodziszowice, Łutowiec, Ryczów), zamków (Ostrężnik, Morsko, Ogrodzieniec, Pieskowa Skała, Ojców), obok klasztoru w Grodzisku, przez Ojcowski Park Narodowy i rezerwaty (Ostrężnik, Góra Zborów, Smoleń).
Oznaczony jest  kolorem niebieskim i ma długość 152 km.

## Przebieg Szlaku Warowni Jurajskich
Miejscowości na szlaku:
- Mstów Wancerzów – zespół klasztorny kanoników laterańskich: kościół z I połowy XVIII w. i klasztor z XV w., rozbudowany w XVIII w.
- Turów
- Zrębice – parafialny kościół z końca XVIII w. i w kierunku Turowa zespół betonowych schronów z 1944 r.
- Siedlec
- Suliszowice – pozostałości strażnicy prawdopodobnie z II połowy XIV w.
- Ostrężnik – ruiny zamku „Ostrężnik” z początku XIV w.
- Strażnica Łutowiec – fragmenty murów strażnicy z II połowy XIV w.
- Wielka Góra
- Zdów
- Podlesice – zespoły ostańców, rezerwat przyrody nieożywionej „Góra Zborów”.
- Morsko – pozostałości zamku z II połowy XIV w.
- Blanowice
- Zawiercie – neogotycka bazylika kolegiacka pw. św. Apostołów Piotra i Pawła z przełomu XIX i XX w., pałacyk z końca XIX w., zespół osiedla robotniczego z przełomu XIX i XX w., dworzec kolejowy z 1914 r., cmentarz parafialny i cmentarz żydowski.
- Podzamcze – ruiny zamku „Ogrodzieniec” z XIV w.
- Bazelówka
- Smoleń – rezerwat leśno-krajobrazowy o pow. 4,32 ha, przy szlaku ruiny zamku prawdopodobnie z I połowy XIV w.
- Stara Wieś – kościół parafialny z I połowy XVI w.
- Wolbrom – w pobliżu Rynku barokowy kościół parafialny z przełomu XV i XVI w., przebudowany w XVII i XX w., przy ul. Kościuszki dawny kościół szpitalny z I połowy XVII w.
- Budzyń
- Glanów – dwór z II połowy XVIII w., park krajobrazowy.
- Tarnawa – dwór z II połowy XVIII w.
- Ojców – Ojcowski Park Narodowy: ruiny zamku z II połowy XIV w., kaplica „Na Wodzie” z 1901 r., Brama Krakowska.
- Dolina Będkowska – jurajska dolina potoku Będkówka o długości ponad 7 km.
- Brzezinka
- Rudawa – kościół parafialny.